# Kateřina Parrová
Kateřina Parrová, rodným jménem Catherine Parr (1512, Londýn – 5. září 1548, Gloucestershire) byla poslední, šestou ženou anglického krále Jindřicha VIII. Tudora. Jejich svatba se uskutečnila 12. července roku 1543.
Kateřina Parrová byla v době svého sňatku s Jindřichem VIII. již dvojnásobnou vdovou. Po smrti svého druhého manžela si chtěla původně vzít za manžela svého milence Thomase Seymoura (bratra Jany Seymourové, třetí ženy Jindřicha VIII.). V té době se ale do Kateřiny zamiloval sám král, který Seymoura poslal jako vyslance do Bruselu a tím se lehce svého soka zbavil. Kateřina Parrová pochopila, že si bude muset krále vzít a rozhodla se tento osud přijmout.

## Pokus o náboženskou reformu
Kateřina pocházela z přísně katolické šlechtické rodiny, ale v průběhu manželství s králem se z ní stala horlivá obhájkyně reformace církve a protestantismu. Myšlenky protestantismu šířila i mezi dvořany a svými dvorními dámami. Stala se dokonce úspěšnou autorkou několika protestantských teologických knih, které se staly oblíbenou četbou nejen poddaných, ale i mnoha učenců na univerzitách. Král ale neměl v oblibě jak horlivé katolíky, tak i radikální protestanty, což se obecně vědělo.
Toho se pokusila využít katolická strana v Anglii a rozhodla se královnino přílišné nadšení pro protestantismus zneužít a královnu zničit. Katolíkům u dvora se podařilo krále přesvědčit, že jeho žena by měla být zatčena a vyšetřována pro pokus velezrady. Král zatykač podepsal, ale Kateřina Parrová byla včas varována. Dostavila se do komnat krále a prohlásila, že její náboženské úvahy jsou nepodstatné a že se plně podřizuje názorům svého pána, manžela a krále. Jindřich byl pokorou a poslušností své ženy mile překvapen a zatčení zrušil. Všichni královnini katoličtí odpůrci byli ode dvora vyhnáni či zatčeni (zatčen byl například i vůdce katolíků Thomas Howard, 3. vévoda z Norfolku).

## Soužití s králem a jeho smrt
Kateřina Parrová byla pro stárnoucího, těžce nemocného a depresemi trpícího Jindřicha VIII. více ošetřovatelkou než milenkou. Velmi dobře si rozuměla s jeho dětmi z předešlých manželství, asi nejvíce s Alžbětou (pozdější královna Alžběta I.).

## Po Jindřichově smrti
Poté, co Jindřich VIII. roku 1547 zemřel, sešla se Kateřina opět se svým milovaným Thomasem Seymourem. Nedlouho po králově pohřbu uzavřela dokonce s Thomasem svůj čtvrtý sňatek a společně pak vychovávali dceru Jindřicha VIII. Alžbětu. Problém v rodinných vztazích nastal ve chvíli, kdy Thomas Seymour sotva patnáctiletou Alžbětu začal zneužívat a rozhodl se dát tomuto novému vztahu přednost před svým manželstvím s Kateřinou. Kateřina Parrová nesla tuto zradu těžce, tím spíš, že byla s nevěrným Seymourem těhotná. V roce 1548 porodila svému muži dceru a nedlouho po porodu zemřela na horečku omladnic. Její pohřeb byl prvním královským protestantským pohřbem v dějinách Velké Británie. Thomas Seymour se poté rozhodl si mladičkou Alžbětu vzít, za tento absurdní nápad byl popraven. Jako pravý důvod se uvádí pokus o vzpouru proti králi Eduardu VI.